# Coccocypselum hispidulum
Coccocypselum hispidulum är en måreväxtart som först beskrevs av Paul Carpenter Standley, och fick sitt nu gällande namn av Paul Carpenter Standley. Coccocypselum hispidulum ingår i släktet Coccocypselum och familjen måreväxter. Inga underarter finns listade i Catalogue of Life.